# Liste der kolumbianischen Botschafter in Portugal
Die Liste der kolumbianischen Botschafter in Portugal listet die Botschafter Kolumbiens in Portugal auf.
Die kolumbianische Botschaft befindet sich in der Avenida Fontes Pereira de Melo 16 in Lissabon.
Bis 1962 hatten die Leiter der kolumbianischen Auslandsvertretung in Lissabon den Rang außerordentlicher Gesandter und Ministre plénipotentiaire.

## Liste
| Ernannt / Akkreditiert | Name                        | Bemerkungen | ernannt von                | akkreditiert bei         | Posten verlassen |
| ---------------------- | --------------------------- | --- | -------------------------- | ------------------------ | ---------------- |
| 24. Apr. 1955          | Eduardo Rodríguez Castillo  | (* Tunja) folgte Coronel Carlos Bejarano von 1949 bis 1950 als Gouverneur von Gobernador de Boyacá und wurde 1950–1951 von Carlos Arturo Torres Poveda abgelöst. Arzt und Parlamentsabgeordneter | Gustavo Rojas Pinilla      | Francisco Craveiro Lopes |                  |
| 28. Mai 1955           | Carlos Augusto Noriega      | ministro de Gobierno | Gustavo Rojas Pinilla      | Francisco Craveiro Lopes |                  |
| 26. Juli 1957          | Carlos Mario Londoño        | | Gabriel París Gordillo     | Francisco Craveiro Lopes |                  |
| 5. Dez. 1958           | Arcesio López Narváez       | presidente del Directorio Conservador del Cauca, gründete in Popayán die konservative Zeitschrift „La Razón“ und Parlamentsabgeordneter | Alberto Lleras Camargo     | Américo Tomás            |                  |
| 1. Apr. 1960           | Enrique Santos Montejo      | | Alberto Lleras Camargo     | Américo Tomás            |                  |
| 1. Okt. 1962           | Rafael Hernández Pardo      | General im Ruhestand 1954 Militärgouverneur von El Rodadero | Guillermo León Valencia    | Américo Tomás            |                  |
| 11. Okt. 1965          | Luís González Barros        | (* 28. August 1925 in Bogotá) besuchte das Instituto de La Salle, Bogotá und studierte am Colegio de San Bartolomé; bachiller: 1981 Botschafter in Santiago de Chile, 1983–1987 Botschafter in Bonn | Guillermo León Valencia    | Américo Tomás            |                  |
| 15. Apr. 1968          | Enrique Lleras Restrepo     | (* 1917 in Bogotá en 1917; 10. November in Girardot) Arzt, Direktor des Instituto de Seguros Sociales verheiratet mit Cecilia Pérez Ospina | Carlos Lleras Restrepo     | Américo Tomás            |                  |
| 1. Nov. 1970           | Hernando Manrique Alvarez   | (* 3. November 1909 in Bogotá) verheiratet mit Olga Lucía Iglesias Benoit; bis 12. Juli 1957 Geschäftsträger in London. ordinario y Plenipoteciario de Colombia en la Gran Bretana el dotor José Maria Viallrreal, quein presentó renuncia de su cargo A partir de esta fecha actuó como Encargado de Negocios ad-ínterim el Consejero, señor Hernando Manrique Alvarez, hasta el 12 de julio de 1957, fecha en la cual tomó posesión el nuevo Embajador, señor doctor Carlos Sardi Garcés. | Misael Pastrana Borrero    | Américo Tomás            |                  |
| 7. Apr. 1975           | Hernando Currea Cubides     | General (r) in der Regierung von Misael Pastrana Borrero Verteidigungsminister | Alfonso López Michelsen    | Francisco da Costa Gomes |                  |
| 6. Jan. 1979           | Jaime Serrano Rueda         | 1974–1978 in der Regierung von Alfonso López Michelsen desempeñó con eficacia la Procuraduría | Julio César Turbay Ayala   | António Ramalho Eanes    |                  |
| 6. Nov. 1981           | Hernando Reyes Duarte       | 26 Abril 2011) 27. Mai bis 6. September 1990 Gouverneur von Santander, Anexo:Gobernadores de Santander (Colombia) http://www.eluniversal.com.co/columna/hernando-reyes-duarte | Julio César Turbay Ayala   | António Ramalho Eanes    |                  |
| 25. März 1983          | Darío Marín Vanegas         | | Belisario Betancur Cuartas | António Ramalho Eanes    |                  |
| 29. Juli 1985          | Hernán González Serrano     | | Belisario Betancur Cuartas | António Ramalho Eanes    |                  |
| 31. Okt. 1986          | Miguel Francisco Vega Uribe | General im Ruhestand (* 25. April 1931 in Socorro Santander - f. en 1994) Oficial del Ejército Nacional de Colombia en | Virgilio Barco Vargas      | Mário Soares             |                  |
| 23. Jan. 1989          | Oscar Botero Restrepo       | (* 1. Mai 1933 in Armenia (Quindío)), General Von August 1986 bis November 1988 Kommandierender des Ejército Nacional de Colombia, ab 19. Juli 1989 Verteidigungsminister, als solcher auch in der Regierung von César Gaviria erster Verteidigungsminister 1990 | Virgilio Barco Vargas      | Mário Soares             |                  |
| 5. Juni 1995           | Carlos Upegui Zapata        | (* 1929 in Fredonia (Antioquia) Industrieller bis 24 de enero de 1994 von der FARC entführt, secuestro del industrial Carlos Upegui | Ernesto Samper Pizano      | Mário Soares             |                  |
| 5. Nov. 1997           | Holdan Delgado Villamil     | Almirante | Ernesto Samper Pizano      | Jorge Sampaio            |                  |
| 17. März 1999          | Jorge Perdomo Martínez      | | Andrés Pastrana Arango     | Jorge Sampaio            |                  |
| 10. Jan. 2003          | Plinio Apuleyo Mendoza      | | Álvaro Uribe Vélez         | Jorge Sampaio            |                  |
| 26. Nov. 2007          | Fuad Char                   | | Álvaro Uribe Vélez         | Aníbal Cavaco Silva      |                  |
| 30. Sep. 2008          | Arturo Sarabia Better       | | Álvaro Uribe Vélez         | Aníbal Cavaco Silva      |                  |